# Ariel Cabral
Alejandro Ariel Cabral (* 11. September 1987 in Buenos Aires) ist ein ehemaliger spanisch-argentinischer Fußballspieler. Der Linksfuß spielte auf der Position des zentralen oder linken Mittelfeldspielers.

## Karriere

### Verein
Cabral erhielt seine fußballerische Ausbildung bei CA Vélez Sarsfield in Buenos Aires. Hier schaffte er 2007 als Zwanzigjähriger den Aufstieg in den Profikader. Drei Jahre später entschied sich der Spieler ein Angebot aus Polen vom KP Legia Warschau anzunehmen. Hier verblieb er allerdings nur eine Saison, um danach zu seinem Heimatclub zurückzukehren. 2015 wechselte Cabral zum Cruzeiro EC nach Brasilien. Nach 2020 nahm er sich eine 50-tägige Auszeit, kehrte aber zu Cruzeiro und akzeptierte eine Gehaltskürzung, um den Klub nach seinem Abstieg in die Série B zu unterstützen. Im Oktober 2020 wurde er an den Goiás EC bis zum Ende der Série A 2020 im Februar 2021 ausgeliehen. Nach seiner Rückkehr zu Cruzerio spielte Cabral keine Rolle mehr in dessen Kaderplanung, so dass er an einen anderen Klub abgegeben werden sollte. Im Mai 2021 kam es dann zu erfolglosen Verhandlungen mit dem Botafogo FR. Nach einem Trainerwechsel bei Cruzeiro kam er dann für Cruzeiro noch zu zwölf Einsätzen in der Série B 2021. Mit seinem ersten Einsatz in der Saison am 19. Juni 2021, dem fünften Spieltag der Saison, wurde Cabral der ausländische Spieler mit den meisten Einsätzen für Cruzeiro. Er überholte damit Giorgian De Arrascaeta. Am Ende der Saison verließ Cabral Cruzeiro, bis dahin hatte er 189 Pflichtspiele für den Klub bestritten. Im Juni 2022 unterzeichnete der Spieler einen neuen Kontrakt bei Racing Club de Montevideo.
Im Februar 2024 gab Cabral seinen offiziellen Rücktritt als Profi bekannt.

### Nationalmannschaft
In der Nationalmannschaft erhielt er die Berufung an der U-20-Fußball-Weltmeisterschaft 2007 in Kanada teilzunehmen. Die Mannschaft konnte hier den Titel holen. Zwei weitere Einsätze im A-Kader erfolgten während seiner Zeit in Polen. Hier fanden 2011 zwei Freundschaftsspiele gegen Nigeria und Polen statt. In beiden Partien kam Cabral zu Einsätzen.

## Erfolge
Nationalmannschaft
- U-20-Fußball-Weltmeisterschaft: 2007

Vélez Sársfield
- Argentinien Meister Clausura: 2009
- Argentinien Meister Inicial: 2013
- Supercopa Argentina: 2013

Legia Warschau
- Polnischer Fußballpokal: 2010/11

Fluminense
- Primeira Liga do Brasil: 2016

Cruzeiro
- Copa do Brasil: 2017, 2018
- Staatsmeisterschaft von Minas Gerais: 2018, 2019

Racing Club de Montevideo
- Segunda División: 2022